# Greg Gagne (wrestler)
Gregory Alan Gagne, detto Greg (Robbinsdale, 27 novembre 1948), è un ex wrestler statunitense.
Figlio di Verne Gagne, tra la fine degli anni settanta e i primi ottanta raggiunse i maggiori traguardi lottando in coppia con Jim Brunzell nel tag team The High Flyers. Il duo ebbe una serie di rivalità di successo nella American Wrestling Association (AWA) con avversari quali Bobby Duncum e Blackjack Lanza, Pat Patterson e Ray "The Crippler" Stevens, East-West Connection (Adrian Adonis & Jesse "The Body" Ventura), e The Sheiks (Ken Patera & Jerry Blackwell).

## Carriera

### World Wrestling Federation
Sebbene egli abbia lavorato per la maggior parte della sua carriera nella federazione di proprietà di suo padre, Gagne fece anche qualche rara apparizione nell'allora World Wrestling Federation, l'attuale WWE.
La sua prima apparizione in WWF fu nel 1977, in un match al Madison Square Garden, dove sconfisse Johnny Rodz.
La seconda apparizione si ebbe il 24 aprile 1980, quando sconfisse Jose Estrada, sempre al MSG.
La sua terza ed ultima apparizione fu all'evento Showdown at Shea del 9 agosto 1980, dove sconfisse Rick McGraw.

## Titoli e riconoscimenti
- American Wrestling Association

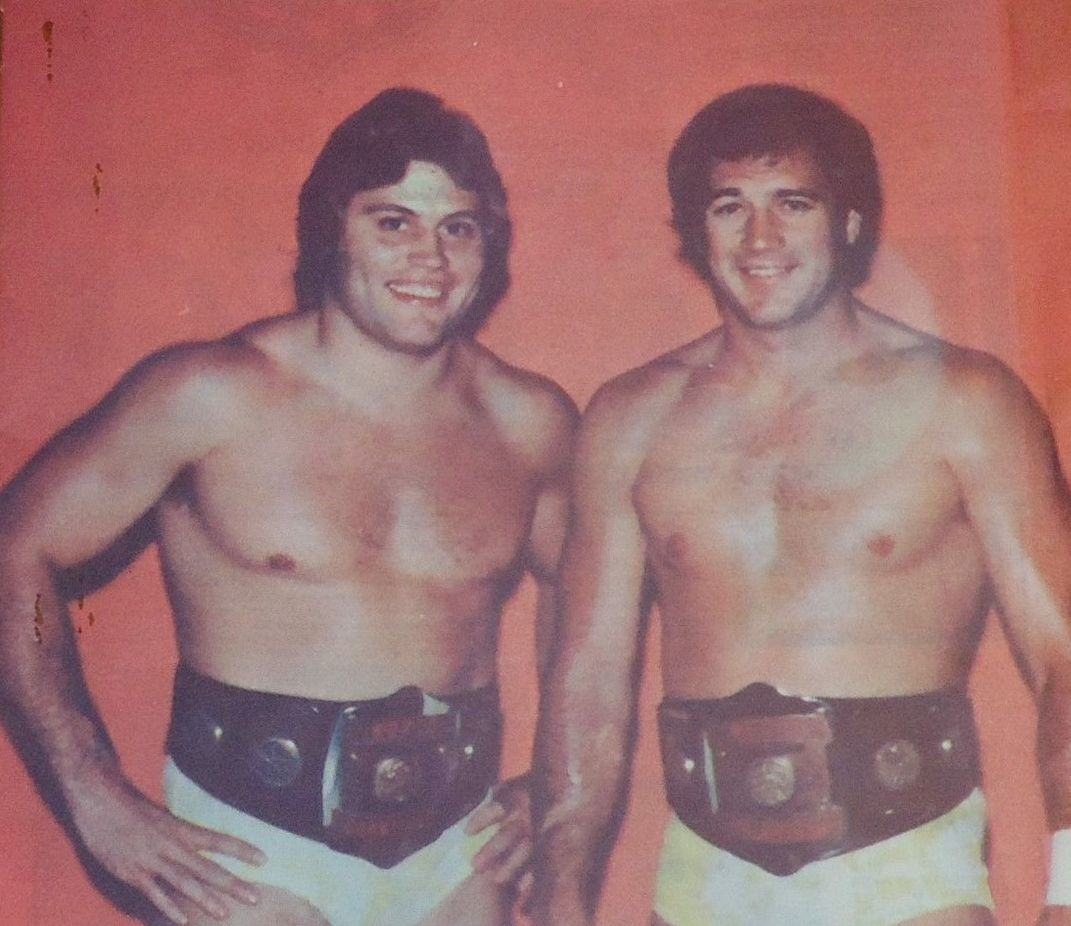
Gagne fu due volte AWA World Tag Team Champion insieme a Jim Brunzell

  - AWA International Television Championship (2)
  - AWA World Tag Team Championship (2) – con Jim Brunzell
- Cauliflower Alley Club
  - Tag Team Award (2016) – con Jim Brunzell[1]
- Pro Wrestling Illustrated
  - PWI Tag Team of the Year (1982) con Jim Brunzell
  - 169º nella lista dei migliori 500 wrestler singoli nei "PWI Years" del 2003
  - 49º con Jim Brunzell nella lista dei migliori 100 tag team nei "PWI Years" del 2003.
- Pro Wrestling This Week
  - Wrestler of the Week (10–16 gennaio 1988)[2]
  - Wrestler of the Week (20–26 marzo 1988) a parimerito con Steve O[3]
- World Wrestling Council
  - WWC Caribbean Tag Team Championship (1) – con Jim Brunzell